# 환율조작국
"환율 조작국(영어: Currency manipulator 커런시 마니퓰레이터[*])"는 미국 재무부와 같은 한 국가의 정부 당국이 효과적인 지불 균형 조정 방지 또는 국제 무역에서 불공정한 경쟁우위 확보를 목적으로 환율을 조작하는 국가를 지정하기 위해 사용하는 용어이다. 또한 자국의 외환 시장에 개입하는 국가에도 적용된다.
환율조작 또는 환율개입은 정부 또는 중앙은행이 일반적으로 환율 및 무역 정책에 영향을 미칠 의도로 자국 통화와 교환하여 외화를 구매 또는 판매 할 때 발생하는 통화정책 운영이다. 정책 입안자들은 인플레이션 통제, 국제 경쟁력 유지 또는 재무 안정성과 같은 환율 조작에 다른 이유가 있을 수 있다.

## 환율 조작국 지정
1988년에 통과된 1988 포괄통상법(Omnibus Trade and Competitiveness Act of 1988)에 따라, 미국 재무장관은 "... 매년 외국의 환율 정책을 분석하고... 어떤 나라들이 그들의 환율을 지불 조정의 효과적인 균형조정 또는 국제 무역에서 불공정한 경쟁 우위 확보를 위하여 조작하는가를 고려해야한다" 와 "협상을 시작하기 위한 조치를 취한다 ... 그러한 국가들이 정기적으로 신속하게 환율을 조정하도록 하기 위한 것이다. "라고 명시하고 있다.
2015년 무역촉진 및 무역집행법(Trade Facilitation and Trade Enforcement Act: TFTA)에 따르면, 미국 재무부는 국제경제 및 환율 정책의 발전을 검토하는 반기 보고서를 발표해야 한다. 미국 무역 파트너가 “1988 Act” 에 지정된 사항을 충족하는 경우, 재무부는 강화 된 분석을 수행해야 한다. 
세 가지 평가 기준은 다음과 같다.
1. 미국과의 양자 무역 흑자가 적어도 200억 달러이다.
2. 경상수지 흑자가 국내총생산 (GDP)의 3% 이상이다.
3. 외화의 순매수가 반복적으로 일어나고 12개월 동안 GDP의 2% 이상이다.”[1]

어떤 국가가 이 세가지 특정 기준을 모두 충족할 때, 미국은 이를 환율 조작국로 표시하고 미국은 양자 협상을 통해 이를 해결하려고 노력한다.
어떤 국가가 환율 조작국라는 지정을 받을 수 있는 또 다른 방법은 뉴스 매체와 같은 여론을 조작하는 것이다. 이는 주로 정치적인 이유나 제조산업에 관심이있는 조직의 로비 활동에서 비롯된다. 제조업은 주요 무역국가 중 하나가 통화를 조작 할 때 가장 큰 영향을 받는다. 해당 국가의 제품은 자국의 제품보다 경쟁력이 있어서 외국에서 제조가 일어난다. 따라서 미국 제조업의 로비스트들은 종종 중국을 환율 조작국로 누명을 씌우고 있다. 이 가능성에 대한 증거는 Ramirez (2013)의 분석에서 확인할 수 있다.  이 분석에서는 “어떤 행정구역에서 1% 제조업 노동력의 증가는 중국이 '환율 조작국'라고 명명할 가능성이 19.6% 높다.”고 발표한다.

## 환율 관찰대상국 지정
2015년 무역촉진 및 무역집행법(Trade Facilitation and Trade Enforcement Act: TFTA)에 따르면, 미국 재무부는 국제경제 및 환율 정책의 발전을 검토하는 반기 보고서를 발표해야 한다.
세 가지 평가 기준은 다음과 같다.
1. 미국과의 양자 무역 흑자가 150억달러(약 21조900억원) 이상이며,
2. 경상수지 흑자가 국내총생산(GDP)의 3% 초과하고,
3. 달러 순매수가 12개월 중 8개월간 GDP의 2% 초과할 경우.

어떤 국가가 이 두 가지 특정 기준을 모두 충족할 때, 미국은 이를 환율 조작국이 아닌 환율 관찰대상국으로 지정한다. 환율 관찰대상국은 환율 조작국과 달리 별다른 제재를 받지 않는다.

## 사례
미국은 1988년 일본, 1988년 한국, 1992년 대만, 1992년부터 1994년까지 중국을 환율 조작국로 지정했다. 2019년 8월 5일, 미국 재무부는 중국을 환율 조작국로 다시 지정했다. 이 결정의 결과로 스티븐 므누신 재무부 장관은 국제통화기금과 협력하여 중국의 최신 행동으로 인한 불공정경쟁우위를 제거할 것이라고 밝혔다.
2017년 이코노미스트의 분석에 따르면 스위스는 2009년부터 중국보다 더 많은 환율 조작을 하고 있으며 독일과 한국은 2014년부터 통화조작을 하고 있다고 밝혔다.
2019년 5월 인도는 미국의 환율 관찰대상국 목록에서 제외되었다.
| 국가       | 환율 개입                     | 경상수지                        | 미국과 양자 무역                      | 관여증대 | 관찰대상국 |
| 국가       | 달러 순매수 (GDP 비중 %) ≧ 2% | 경상수지 흑자 (GDP 비중 %) ≧ 2% | 흑자 (십억 미국달러) ≧ 20 billion USD | 관여증대 | 관찰대상국 |
| ---------- | ----------------------------- | ------------------------------- | ------------------------------------- | -------- | ---------- |
| 싱가포르   | 28.3                          | 17.6                            | 4                                     |          | O          |
| 스위스     | 15.3                          | 3.7                             | 57                                    | O        |            |
| 대만       | 5.8                           | 14.1                            | 30                                    | O        |            |
| 베트남     | 4.4                           | 3.7                             | 70                                    | O        |            |
| 태국       | 1.9                           | 3.2                             | 26                                    |          | O          |
| 중국       | −0.1 — 1.2                    | 1.9                             | 311                                   |          | O          |
| 말레이시아 | 0.6                           | 4.4                             | 32                                    |          | O          |
| 대한민국   | 0.3                           | 4.6                             | 25                                    |          | O          |
| 일본       | 0.0                           | 3.3                             | 55                                    |          | O          |
| 멕시코     | −0.2                          | 2.4                             | 113                                   |          | O          |
| 독일       | -                             | 6.9                             | 57                                    |          | O          |
| 아일랜드   | -                             | 4.8                             | 56                                    |          | O          |
| 이탈리아   | -                             | 3.7                             | 30                                    |          | O          |

## 같이 보기
- 보호무역